# 蛇も蚊も

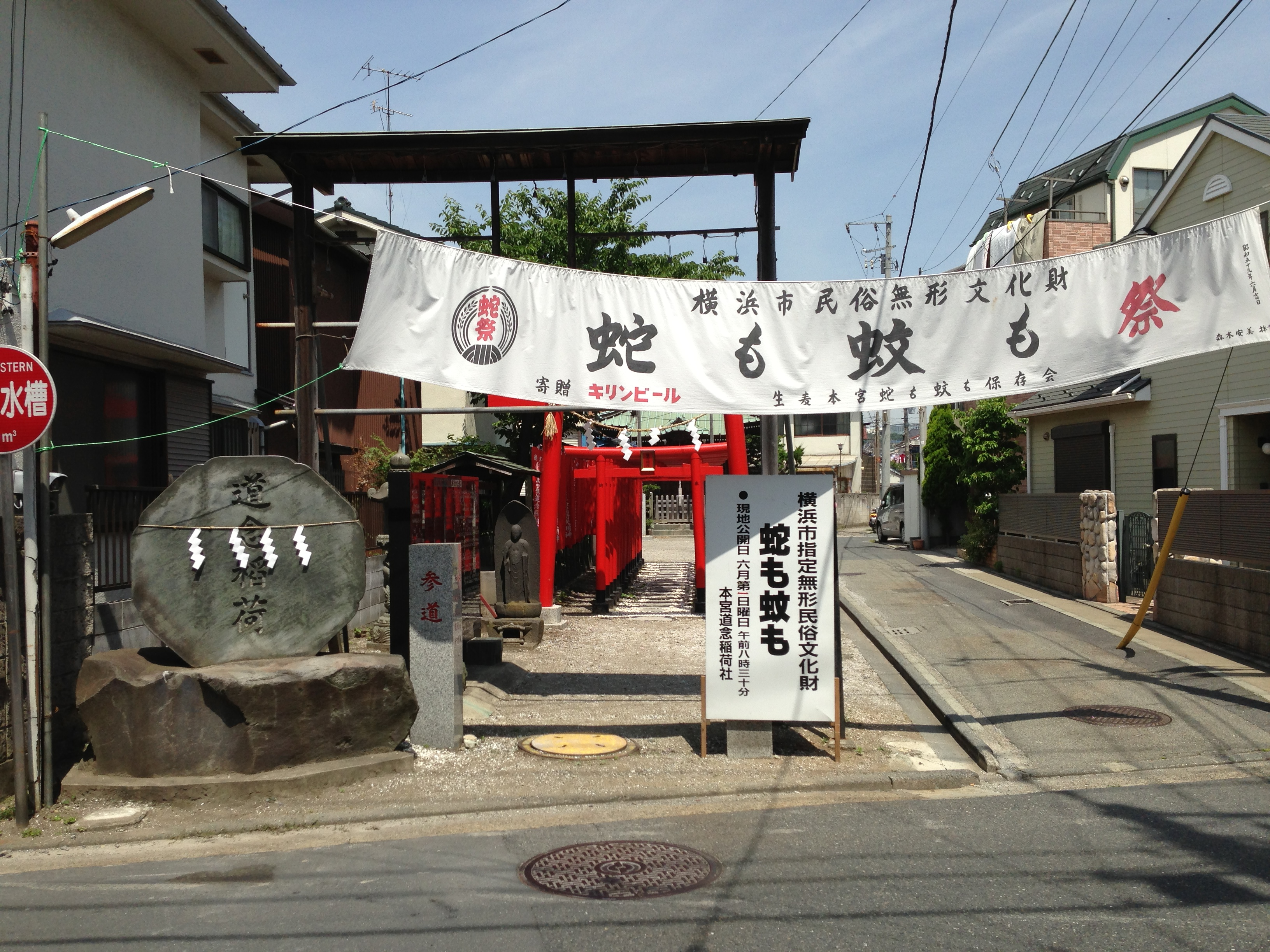
道念稲荷神社

蛇も蚊も（じゃもかも）は、神奈川県横浜市鶴見区の生麦地区に伝わる祭りである。茅で作った大蛇を担いで町内を練り歩く祭りで、1992年に横浜市の無形民俗文化財に指定された。

## 由来
「蛇も蚊も」の名前の由来は諸説あるが、疫病をもたらす悪霊を払う「蛇」と、疫病の媒介となる「蚊」を退散させる意味が込められていると考えられる。「蛇も蚊も出たけい、日和の雨けい（じゃもかもでたけい、ひよりのあめけい）」のお囃子は、「ヘビもカも出て行ったかい。晴天の中、雨は降ったかい」と、作物への恵みの雨を願う、雨乞いの意味も込められている。

## 歴史
祭りの起源については口述による伝承のみで、詳しい文献は残っていないが、300年前ないし400年前と考えられている。市場・鶴見・生麦の旧三村は東海道沿いにあり、農村地域であった現在の鶴見区北部とは異なって、街道から民俗文化がもたらされたと考えられる。隣接する潮田村とともに海沿いの村であったが、いわゆる"磯付海辺村"で本格的な漁業が許されなかった潮田村に対し、御菜八ケ浦の一つの漁村であった生麦には、海からの伝承ももたらされた。元は生麦地区全体の祭事であったが、明治の中頃から生麦地区内の本宮地区の道念稲荷神社と原地区の神明社の2ヶ所で行われるようになった。
言い伝えによると、道念稲荷神社は甲州の身延山の奥の、大蛇にまつわる伝説のある七面山で修行をした道念和尚が、生麦の地に立ち寄った際に建立したという。

## 祭事
祭りは、かつては旧暦の端午の節句の行事とされていたが、明治時代の半ば頃から太陽暦の6月6日に行われるようになった。現在は、例年、6月の第一日曜に行われる。
元々は、原地区の神明社が雌蛇、本宮地区の道念稲荷神社が雄蛇を作り、両地区の境界で両蛇を絡み合わせたのちに夕刻に鶴見川の河口に蛇を流していた。近年では、両社別々の行事となっており、また環境への配慮から鶴見川に蛇を流すことはしていない。

### 本宮地区
本宮地区の3体の大蛇はそれぞれ長さ15間（約27メートル）、胴回り3尺ほど（約1メートル）で、目は貝殻、舌はショウブ、角は木の枝で作られる。朝8時に町内の人々が大蛇を担いで道念稲荷神社を出発し、「蛇も蚊も出たけい、日和の雨けい」の掛け声とともに町内を練り歩き、家々の門口に大蛇の頭を差し入れて悪疫を追い払う。最後は生麦小学校に集まった3体が「絡み」と呼ばれる儀式を行う。宮司によるお祓いのあと3体のうち1体の首が落とされ、道念稲荷神社で焚き上げられる。

### 原地区
原地区では、午前中に本宮地区とは少し異なる意匠の2体の大蛇が作られ、昼過ぎに出発する。本宮地区よりやや内陸に位置する原地区は集合住宅など比較的新しい世帯も多く、そうした家でも悪疫払いを行う。夕方には神明社で絡み合いを行い、翌日に焚き上げられる。6月初旬は旧暦の端午の節句に近く、両地区の地元の子供たちが多く参加することも特徴である。